# Stechpalmenartige
Die Stechpalmenartigen (Aquifoliales) sind eine Ordnung innerhalb der Bedecktsamigen Pflanzen (Magnoliopsida).

## Beschreibung
Es sind meist verholzende Pflanzen mit wechselständigen Laubblättern und mit sehr kleinen Nebenblättern. Die Blüten sind meist sehr klein. Sie bilden meist Steinfrüchte.

## Systematik und Verbreitung
Die Aquifoliales sind innerhalb der Euasteriden II die basalste Gruppe, also die Schwestergruppe aller übrigen Euasteriden II.
Sie kommen hauptsächlich in den Tropen vor.
In der Ordnung der Stechpalmenartigen (Aquifoliales) gibt es fünf Familien mit etwa 21 Gattungen und etwa 536 Arten:
- Stechpalmengewächse (Aquifoliaceae, Syn.: Ilicaceae): Es gibt nur eine Gattung:
  - Stechpalmen (Ilex): Sie enthält 400 bis 600 Arten.
- Cardiopteridaceae (inklusive Leptaulaceae und Peripterygiaceae): Die fünf bis sechs Gattungen mit 43 bis 45 Arten gedeihen in den Tropen Südamerikas, Südostasiens und den Pazifischen Inseln und des östlichen Australiens. Es sind Kletterpflanzen.
- Helwingiaceae: Es gibt nur eine Gattung:
  - Helwingia: Die nur ein bis drei Arten kommen vom Himalaja bis Japan vor und sind Bäume oder Sträucher.
- Phyllonomaceae: Es gibt nur eine Gattung:
  - Phyllonoma: Die etwa vier Arten kommen in der Neotropis von Mexiko bis Peru vor und es sind Sträucher oder kleine Bäume.
- Stemonuraceae: Die etwa zwölf Gattungen mit etwa 80 verholzenden Arten gedeihen in den Tropen des Pazifischen Raumes von Südostasien bis zum australischen Queensland.